# البياضية (الإسماعيلية)
البياضية إحدى قرى مركز القنطرة غرب التابع لمحافظة الإسماعيلية بجمهورية مصر العربية.